# Santa Cristina de Valmadrigal
Santa Cristina de Valmadrigal – gmina w Hiszpanii, w prowincji León, w Kastylii i León, o powierzchni 40,02 km². W 2011 roku gmina liczyła 308 mieszkańców.